# Passang Tshering
Passang Tshering (Thimphu, 16 juli 1983) is een Bhutaans voetballer die als aanvaller speelt.

## Carrière
Van 2003 tot 2008 speelde Tshering voor Transport United uit Thimphu. Vervolgens speelde hij twee seizoenen voor Druk Star FC. Sinds 2011 komt hij uit voor Thimphu City dat tot 2013 als Zimdra FC speelde. Hij werd topscorer van de A-Divisie in 2007, met 28 doelpunten. Hiervan scoorde hij zeventien doelpunten in de wedstrijd tegen RIHS, waaronder een hattrick binnen drie minuten en negen doelpunten in de tweede helft. Het resulteerde in een internationaal record.
Tshering kwam in de periode tussen 2009 en 2013 twaalfmaal uit in het Bhutaans voetbalelftal. In die interlands was hij tweemaal trefzeker. Die doelpunten maakte hij in september 2013, tegen de Maldiven (4 september, 2–8 nederlaag) en Sri Lanka (6 september, 5–2 nederlaag).